# بنیات جنوبیه
البنیات الجنوبیة (به عربی: البنیات الجنوبیة) یک منطقهٔ مسکونی در اردن است که در استان عمان واقع شده‌است.